# Filtro dell'aria

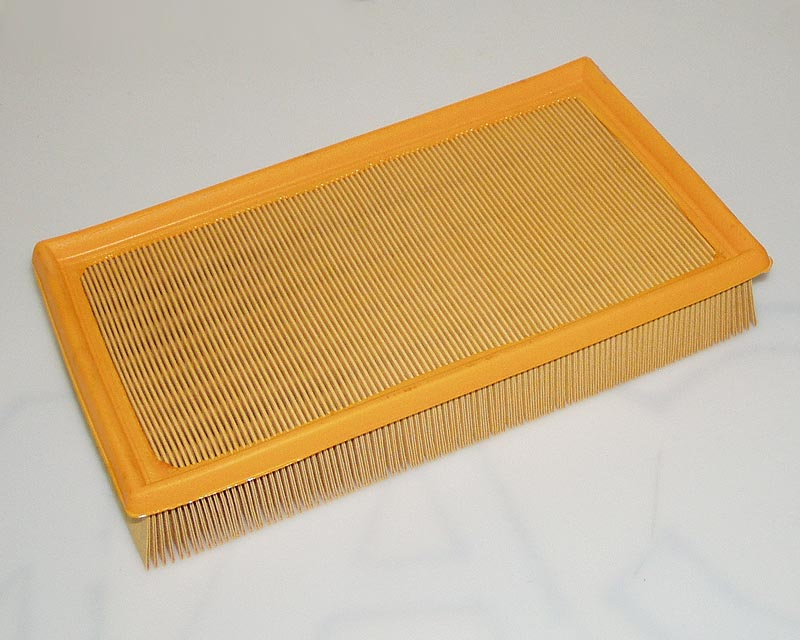
Filtro d'aria per motori automobilistici, a pannello e realizzato in carta

Il filtro dell'aria è un dispositivo atto a depurare l'aria dalle particelle solide in sospensione, come le polveri e il particolato, e viene impiegato dove si renda necessario avere un flusso d'aria esente da impurità, ad esempio nei motori, nei compressori e nelle mascherine (maschera antigas); questo componente fa parte dell'impianto d'alimentazione dei motori termici.

## Descrizione

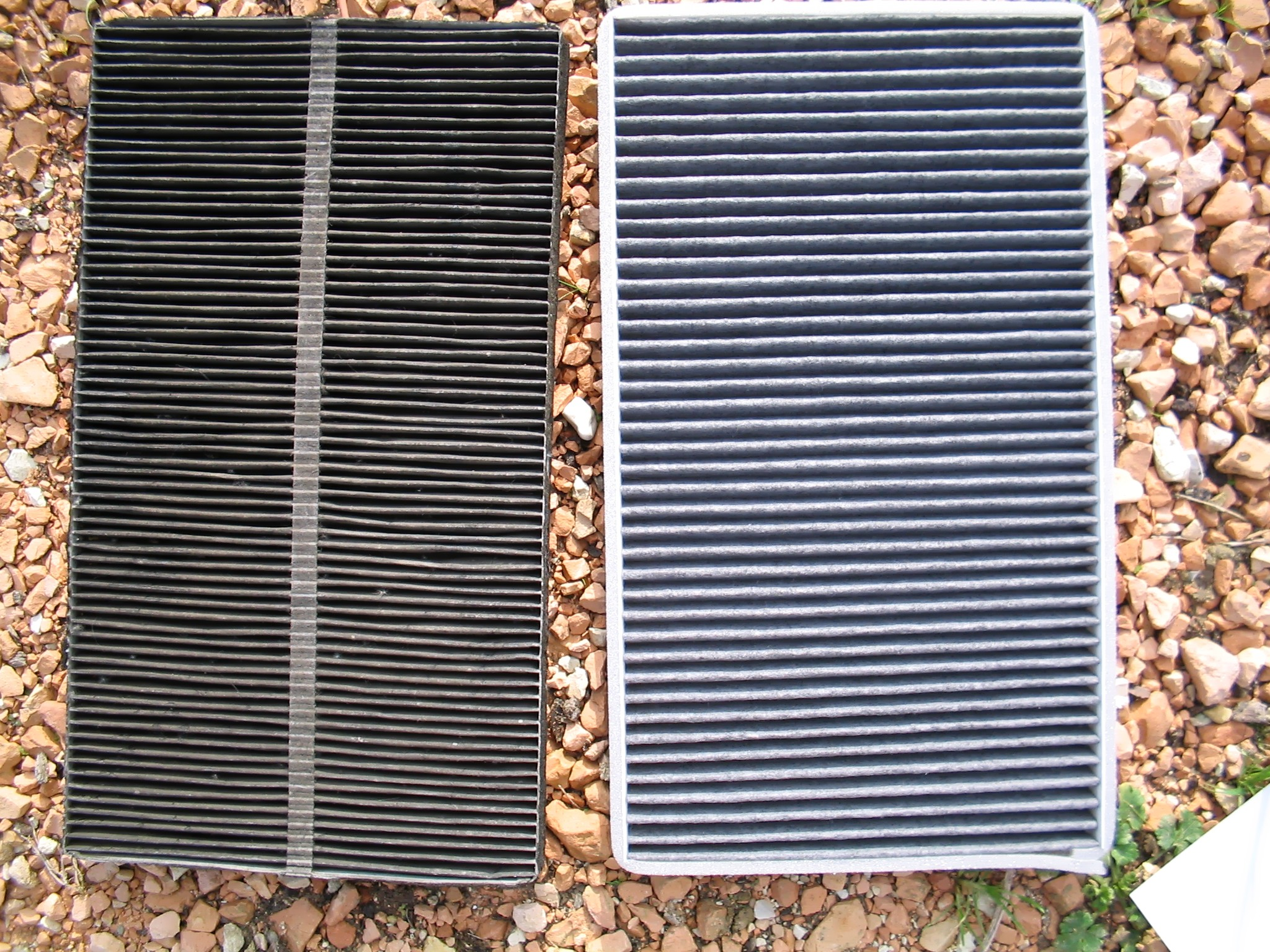
Filtro abitacolo in carta con carboni attivi per auto, a sinistra a fine ciclo utile, a destra nuovo

Il filtro dell'aria è molto importante nell'uso quotidiano dei mezzi di trasporto, per la carburazione del motore e per ottimizzare le sue doti, ed è solitamente posizionato in una scatola filtro (Air-box); inoltre è altrettanto importante nelle competizioni motociclistiche o automobilistiche dove, quando utilizzato, è di alta efficienza. In particolari applicazioni, come nei mezzi fuoristrada, può essere preceduto da un prefiltro ad azione ciclonica, che ha il compito di introdurre una forma di purificazione dell'aria a monte del filtro principale, in modo da evitarne una saturazione prematura.
Gli autoveicoli sono solitamente muniti anche di una seconda tipologia di filtro d'aria, posizionato all'interno della cassetta di distribuzione dell'aria dell'abitacolo e comunque a monte dell'evaporatore, del ventilatore e del radiatore di riscaldamento dell'abitacolo. Tale filtro ha il compito di filtrare l'aria esterna o interna circolante nei condotti dell'impianto di climatizzazione. Il filtro in questione, al fine di incrementare ulteriormente il potere filtrante in modo da ridurre anche l'ingresso di odori molesti nell'abitacolo quando il ricircolo dell'aria interna non è attivo, può essere, nel corso del processo di fabbricazione, impregnato con il carbone attivo, dando origine a un filtro che, all'inizio del suo ciclo di vita, è riconoscibile per gli elementi di filtraggio più scuri rispetto a quelli del corrispondente filtro non impregnato di carbone attivo. Esistono quindi varie applicazioni di filtri dell'aria che ne vincolano la forma e anche diversi materiali che dividono i filtri in vari tipi.

## Materiali
Per la realizzazione dei filtri aria possono essere utilizzati differenti materiali, i quali hanno diverse caratteristiche e prestazioni:
- Carta, si tratta di un foglio di grandi dimensioni ripiegato più volte su se stesso (plissettatura), permettendone una grande compattezza in relazione alla superficie di respirazione.
- Spugna (schiuma di poliuretano), si tratta di una schiuma ricca di alveoli aperti dove l'aria è costretta a transitare, tale materiale è realizzato in fogli piani o in strutture semplici, che devono essere sorretti da una struttura per evitare che coloriscono sotto l'azione del flusso d'aria, tale materiale non deve lavorare a secco, ma deve essere imbevuto con un olio specifico per poter trattenere le impurità più piccole
- Cotone, si tratta di un panno multistrato in cotone, il quale viene vincolato tra due fogli di griglie metalliche, per via del suo ridotto spessore e della struttura portante, questo materiale può essere ripiegato più volte su se stesso, il che permette una compattezza importante rispetto alla superficie di respirazione
- Poliestere, materiale che permette la realizzazione di fogli in maglia estremamente sottili e dalle maglie estremamente fitte, molto resistente e generalmente realizzati in strutture piane o strutture semplici, mentre se interposto tra due griglie metalliche può essere ripiegato più volte su di esso e compattare le dimensioni complessive
- Griglia/maglia metallica, strutturalmente molto semplice, costituito da una semplice maglia metallica molto sottile a singolo strato o multistrato
- Bronzo o acciaio sinterizzato, il metallo in piccole sfere o granuli viene agglomerato mediante un processo di sinterizzazione e stampato in varie forme, tra cui piastre, dischi, boccole. Sono filtri ad alta permeabilità che hanno il vantaggio di essere facilmente lavabili, meccanicamente resistenti, e poco sensibili agli sbalzi termici. Viene impiegato nella filtrazione dell'aria dei compressori.

## Forme

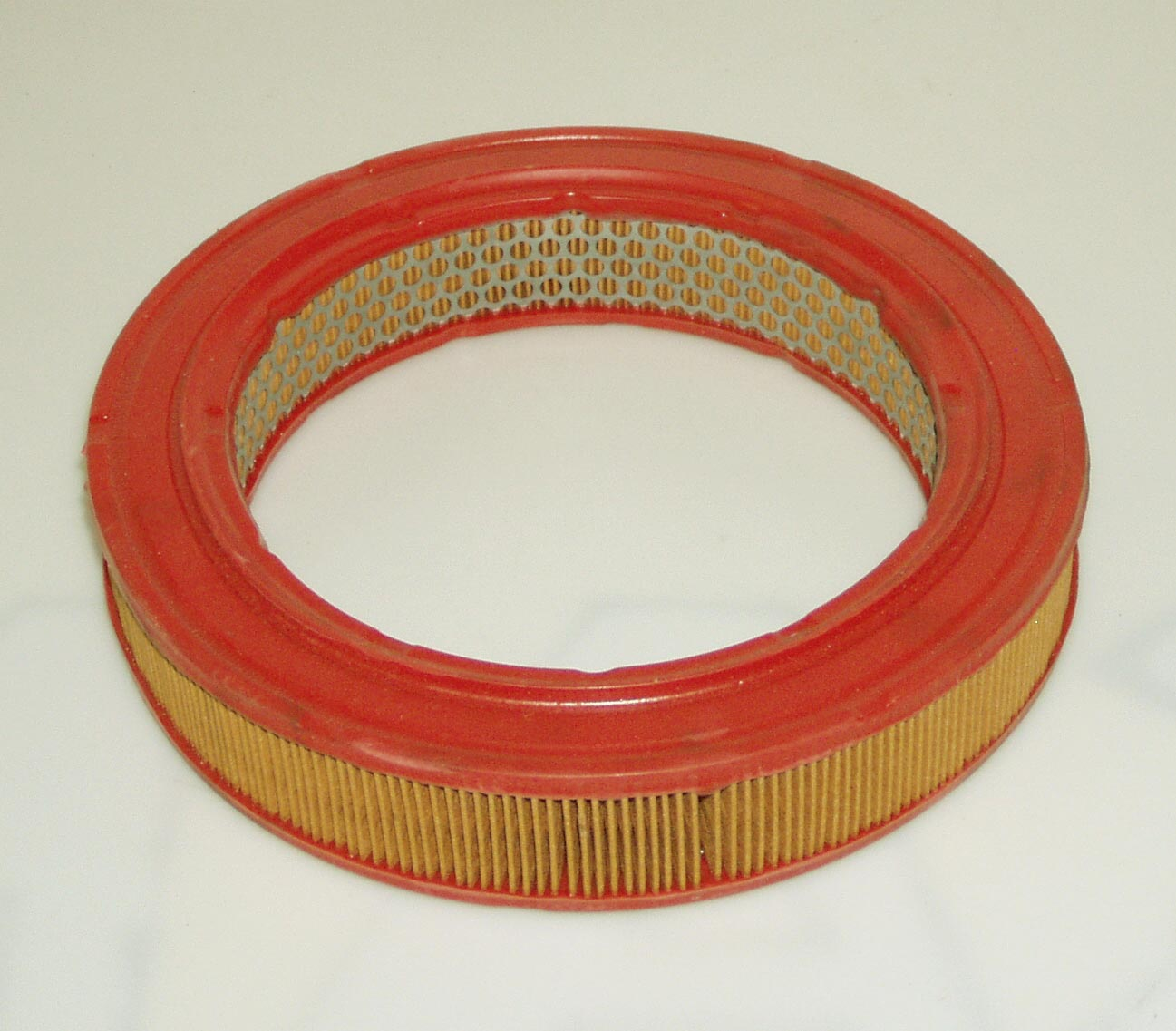
Filtro da auto circolare in carta

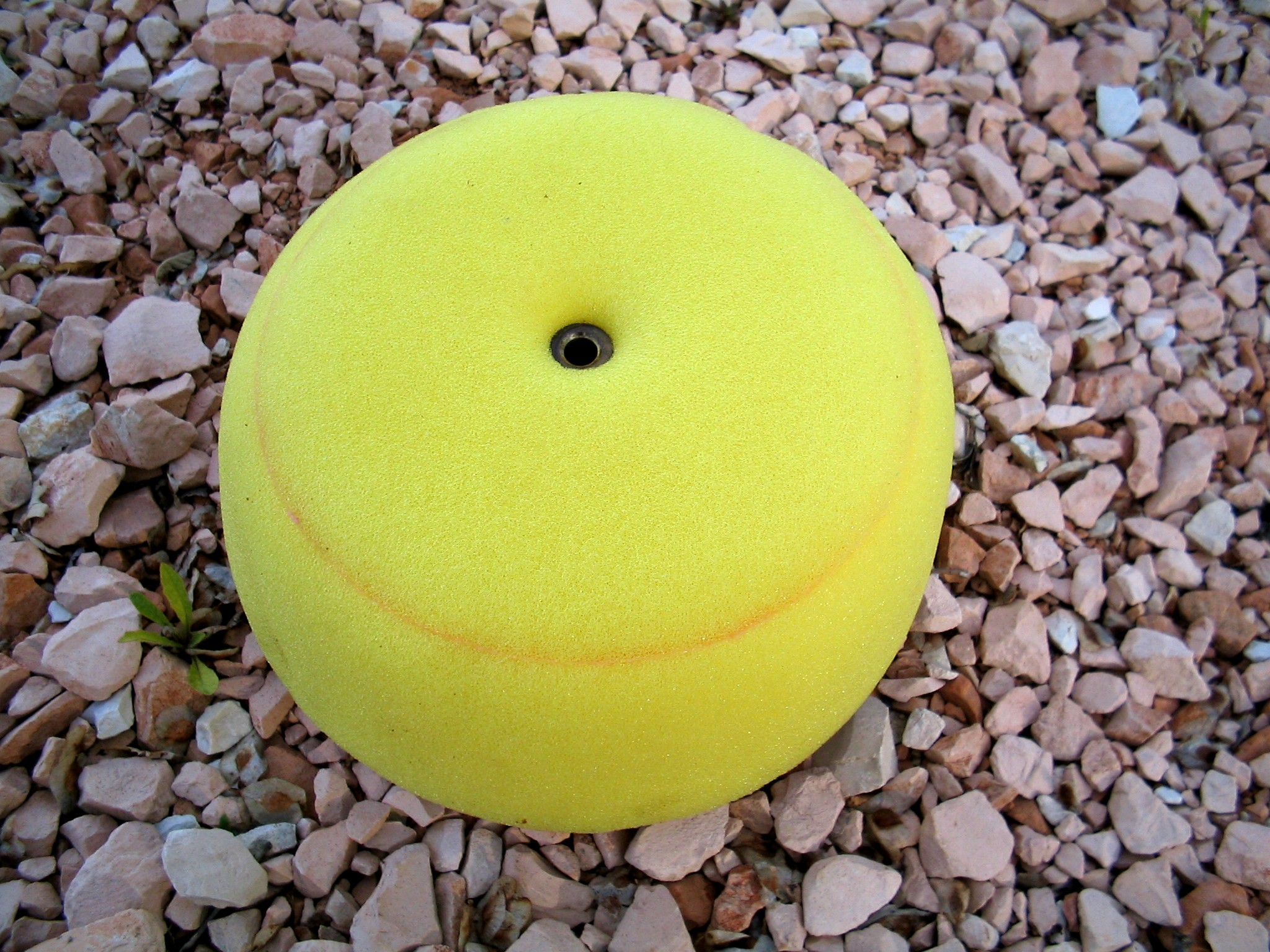
Filtro aria a coppa

La forma dei filtri può essere di vario tipo anche in base al materiale dello stesso:
- Piana, detto anche "a pannello", il filtro si sviluppa su una superficie dritta e generalmente dalla figura geometrica semplice
- Arrotolato, il filtro si sviluppa lateralmente in una struttura cilindrica o conica
  - A cartuccia, si tratta di filtri dalla forma cilindrica
    - Circolare, si tratta di una struttura cilindrica corta, rotondo nella maggior parte dei casi, talvolta ovale
    - Cilindrica, si tratta di una struttura cilindrica lunga

  - Conico, si tratta di filtri dalla forma conica
    - Tronco-conica, Il filtro in questo caso ha la punta troncata e chiusa da un piattello non filtrante
    - Biconico, la parte tronca del filtro tronco-conico viene sostituita da un cono filtrante più piccolo che rientra dentro il tronco di cono, questo permette l'aumento della superficie filtrante senza aumentare gli ingombri
- A coppa, la struttura filtrante è data dalla fusione di una cartuccia e da un piano, il che conferisce una forma a coppa
- Bombato, la struttura è una via di mezzo tra un filtro a coppa e un filtro piano

## Potere filtrante e permeabilità

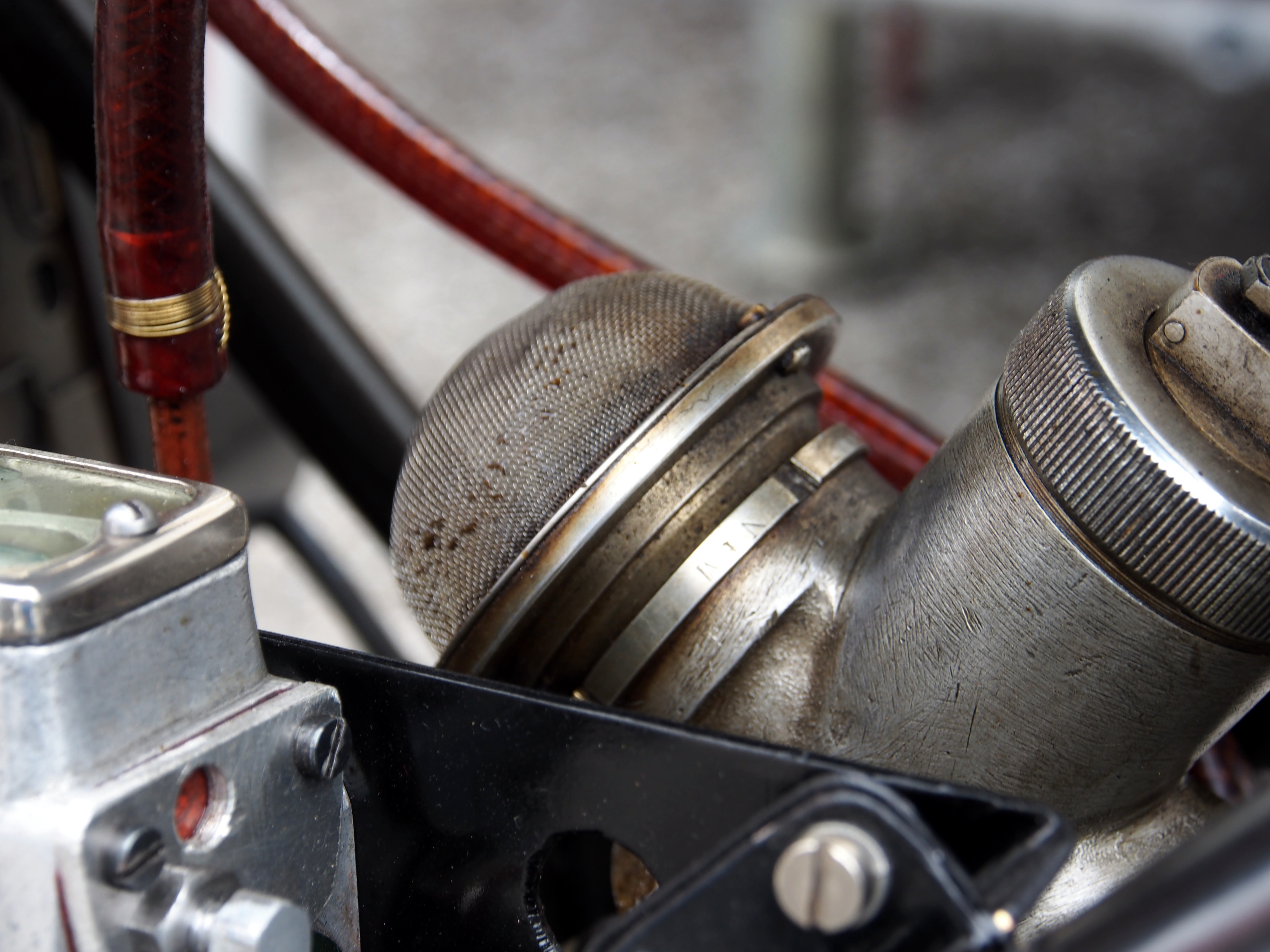
Filtro a maglie metalliche per uso motociclistico

La capacità di bloccare le impurità è estremamente variabile, questo dipende sia dal materiale, sia dalla sua realizzazione in base alla destinazione d'uso, generalmente i filtri che riescono a bloccare meglio le impurità sono quelli di carta e poliestere, a seguire ci sono quelli in schiuma di poliuretano e cotone e per finire quelli in maglie metalliche.
La permeabilità all'aria è anch'essa dipendente dal materiale e dal tipo di realizzazione, generalmente i filtri più permeabili sono quelli in maglia metallica e poliestere, a seguire quelli in cotone e schiuma di poliuretano e infine quelli di carta.

## Pulizia del filtro

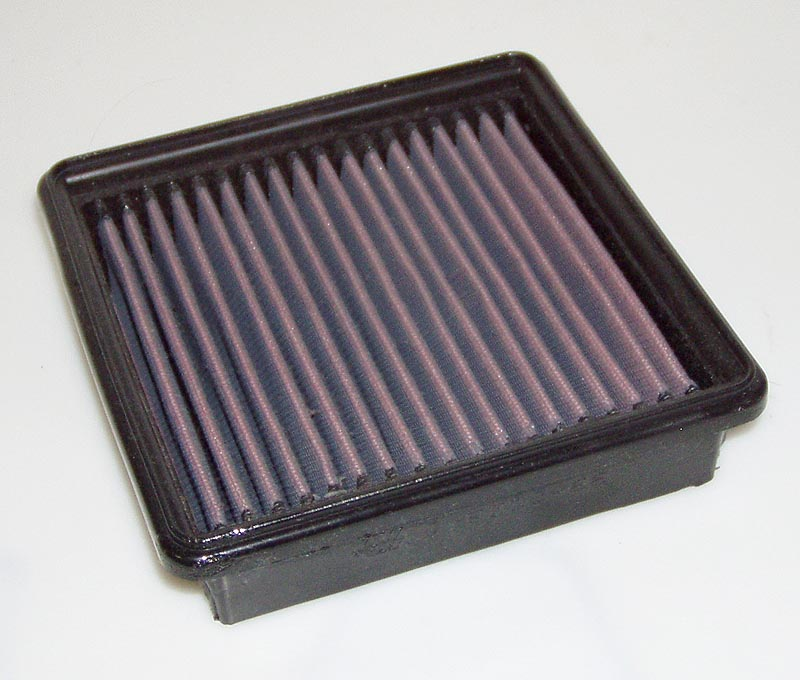
Filtro lavabile in fibra di cotone

La pulizia del filtro varia a seconda del tipo di filtro:
- Pennellino permette di rimuovere la sporcizia di maggiore volume, in modo da facilitare le operazioni successive che andranno a ripristinare le condizioni originali.
- Aria la pulizia con sola aria a pressione con verso opposto rispetto a quello di funzionamento, permette di pulire il filtro dai corpuscoli, ma il filtro non deve essere bagnato od oliato, per questo è una tecnica limitata a poche tipologie di filtro come quelli in poliestere, al filtro di carta e al filtro a maglia metallica, mentre risulta poco efficiente per i filtri in cotone
- Detergente viene utilizzato per i filtri che necessitano di essere oliati o che hanno una struttura che non permette una pulizia con sola aria, a seguire dell'azione del detergente il filtro va lavato sotto acqua, asciugato e per finire oliato, questa soluzione è da adottare per i filtri in spugna (schiuma di poliuretano) e i filtri in cotone.
- Solventi questa soluzione è estremamente aggressiva e può essere utilizzata solo su filtri metallici.

## Danni
I danni che questi organi possono subire sono:
- Rottura o strappo, il che consegue a una ridotta se non vanificata efficacia nel purificare l'aria, potendo quindi compromettere la vita massima del motore.
- Degradazione, il che consegue nella decomposizione, polverizzazione o cedimento a blocchi del filtro il quale, oltre a ridurre la sua pervietà (capacità di passaggio del flusso) e fornire aria poco purificata, può danneggiare eventuali organi meccanici posti a valle dello stesso.

## Accorgimenti
Per poter massimizzare le prestazioni dei filtri e della loro funzionalità sono stati attuati vari accorgimenti:
- Bordo in guaina morbida, l'estremità del filtro ha un riporto morbido in gomma o silicone, che permette di sigillare perfettamente le due estremità del filtro ed evitare i trafilaggi di aria non filtrata.
- Massimizzare la superficie di scambio a parità di volume, questo permette una migliore e facile gestione della linea di alimentazione o flusso aria, che è soggetta a minori restrizioni dimensionali (può essere più compatta), facilitando anche gli interventi e la versatilità.
- Struttura di supporto, molte forme di filtro per evitare il collasso dello stesso necessitano di una struttura di supporto del tipo a gabbia o rete, di materiale metallico o platico
- Proteggi filtro, si tratta di un rivestimento removibile del filtro, costituito sempre in materiale filtrante, ma estremamente filtrante, in modo da bloccare lo sporco macroscopico senza creare ostruzione al flusso d'aria.